# 東京海洋大学
東京海洋大学（とうきょうかいようだいがく、英語: Tokyo University of Marine Science and Technology）は、東京都港区港南4丁目5番7号に本部を置く日本の国立大学。1875年創立、2003年大学設置。大学の略称は海洋大（かいようだい）、TUMSAT(タムサット)。

## 概観

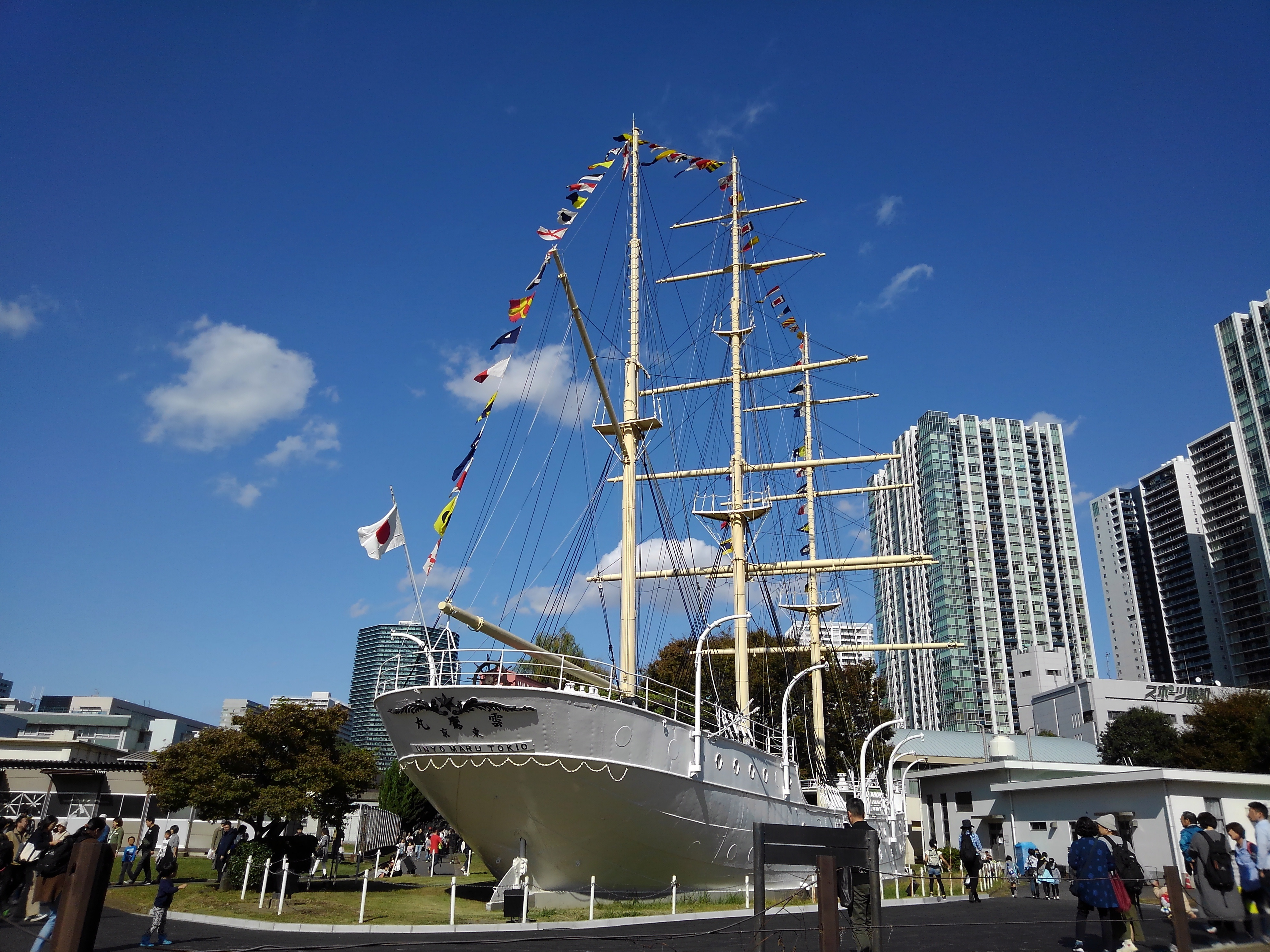
品川キャンパスで保存されている雲鷹丸

共に120年以上の歴史を持つ東京商船大学と東京水産大学が2003年（平成15年）10月に統合し開学した。なお、東京商船大学の前身、三菱商船学校が設立されたのは、日本最古の大学である東京大学創立の2年前の1875年（明治8年）のことである。 
大学の法人本部が設置されている品川キャンパスには、海洋資源環境学部・海洋生命科学部・大学院が置かれ、海洋環境、海洋資源、生物資源、食品生産、海洋政策文化に関する教育と研究が、 
また越中島キャンパスには海洋工学部・大学院が置かれ、船舶、ロジスティクスの分野の教育と研究が行われている。 
また、品川キャンパスには海洋科学専攻科、越中島キャンパスには乗船実習科が置かれ、船舶職員の養成が行われている。    
2016年Times Higher Educationが実施した小規模大学世界ベストランキング(THE World's Best Small Universities Ranking)において世界でトップ20位にランクインされている。    

### 教育および研究
学部は建学以来の伝統に基づき、実学を基本とし、専門科目の講義以外にも練習船や研究施設を用いた実習を課している。

## 沿革
2003年（平成15年）10月に共に120年以上の歴史を持つ東京商船大学と東京水産大学が統合し開学、2004年4月から学部生の受け入れを開始。

### 略歴
海洋工学部（東京商船大学）の前身である私立三菱商船学校は1875年（明治8年）11月設立、1925年東京高等商船学校に改組。海洋科学部（東京水産大学）の前身である大日本水産会水産伝習所は1888年（明治21年）に設立。両学部とも120年以上の歴史を持つ。当初商船学校は永代橋袂の霊岸島（現在の中央区新川）に繋がれた成妙丸を校舎とし、水産伝習所は越中島に校舎があったが、後に商船学校も越中島に移設された。
東京高等商船学校および水産講習所は、ともに戦前は授業料がなかった。
東京高等商船学校は、明治・大正・昭和の３時代において超難関で、俗に「陸士・海兵・高等商船」と呼ばれ、陸軍士官学校・海軍兵学校と並び称されるほど、全国から秀才が集まった。当時の様子は、六代目練習船大成丸の世界周航を綴った米窪満亮著の「海のロマンス」に詳しい。
東京高等商船学校・水産講習所遠洋漁業科の学生は、在学中は海軍予備生徒、卒業すると海軍予備少尉の階級が与えられ、有事には軍務に服することが定められていた。

### 年表

#### 東京商船大学

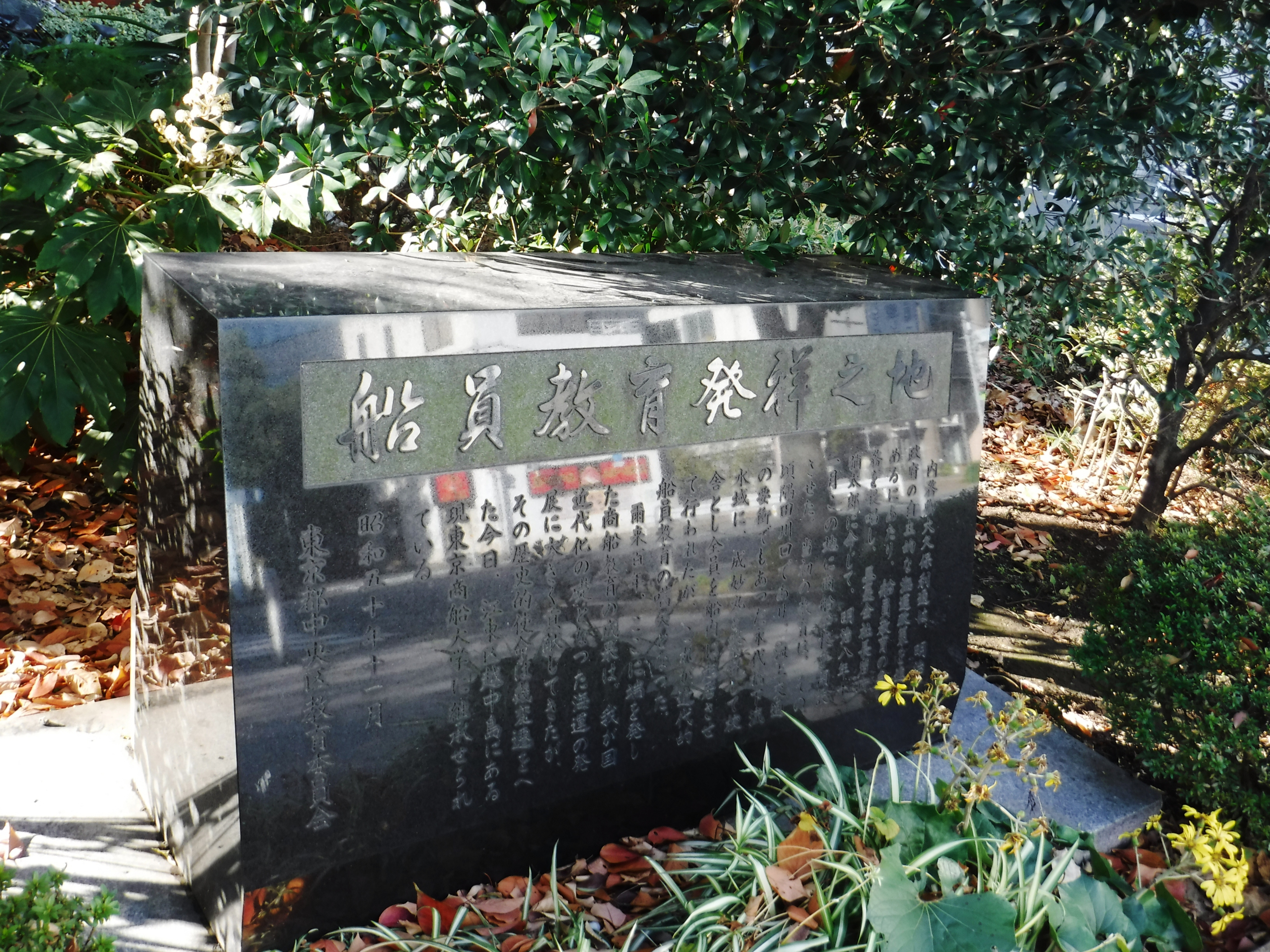
船員教育発祥之地碑（三菱商船学校跡）

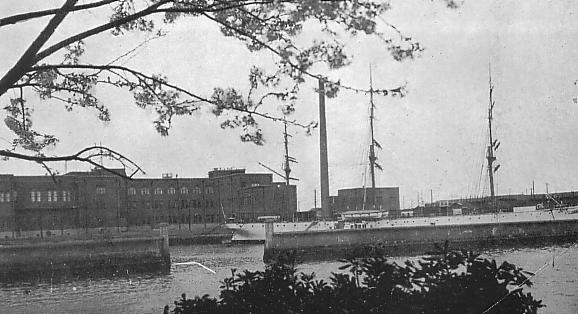
東京高等商船学校（1933年）

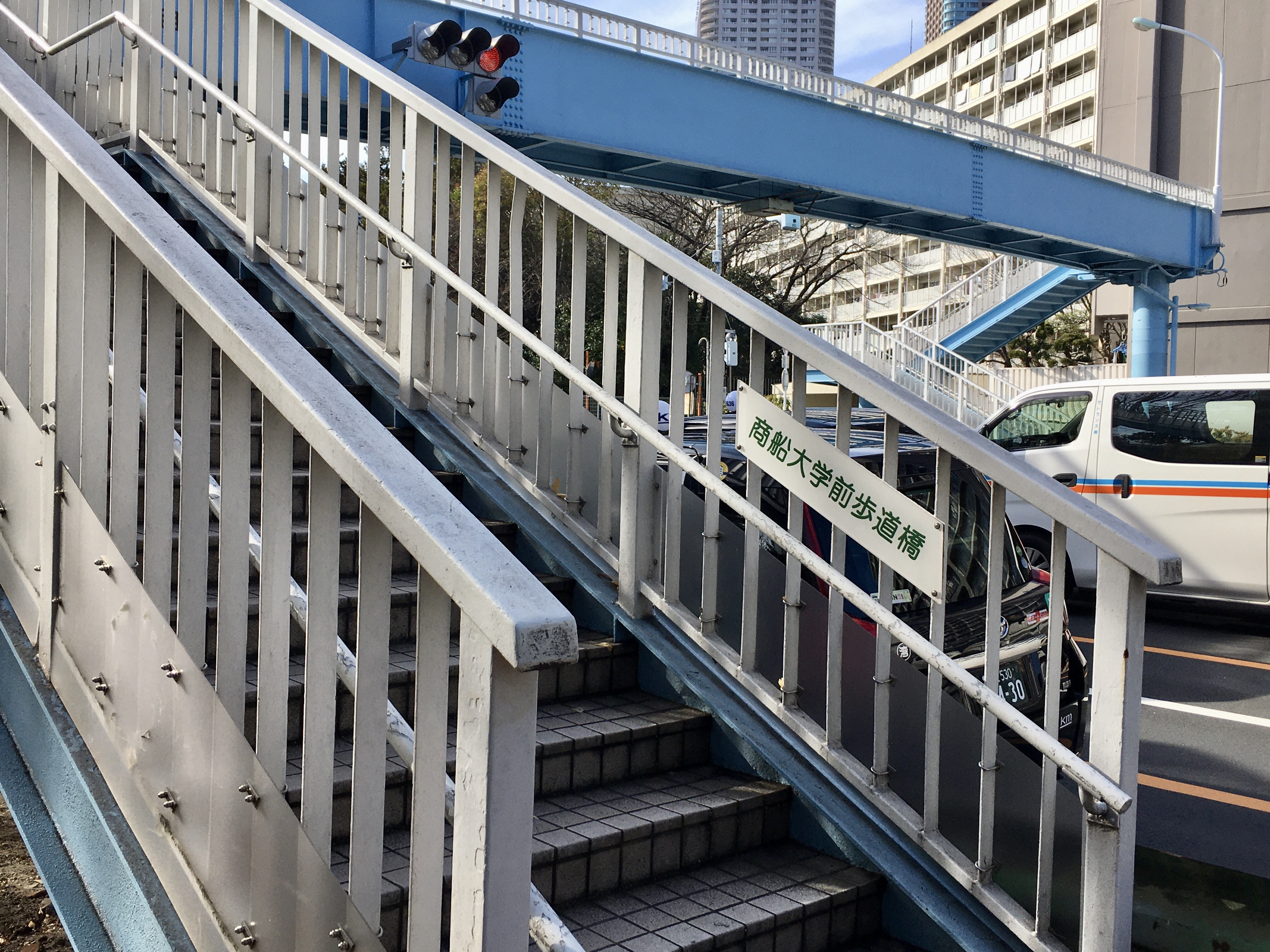
越中島の宿舎前の歩道橋には「商船大学」の名前が残っている（2021年撮影）。

- 1875年（明治08年） : 内務卿であった大久保利通が岩崎弥太郎に命じ、政府の助成と引き換えに郵便汽船三菱会社が私立三菱商船学校を東京に設立
- 1882年（明治15年） : 三菱商船学校は官立となり、東京商船学校と改称
- 1884年（明治17年） : 海軍予備員制度発足
- 1884年（明治17年） : 第五代練習船月島丸が就役
- 1890年（明治23年） : 学生の航海練習に使用していた日本郵船の帆船頼信丸が、台風により徳島県伊島近海で座礁沈没、船長以下乗組員と学生に多数の死者を出す[1]
- 1897年（明治30年） : 灯台巡視船明治丸が海軍省より移管、以後係留練習船となる
- 1900年（明治33年） : 月島丸が駿河湾にて台風により沈没、122名（うち学生79名）が死亡
- 1904年（明治37年） : 第六代練習船大成丸が就役
- 1923年（大正12年） : 関東大震災で被災[2]
- 1925年（大正14年） : 東京高等商船学校と改称（修業年限4年6月を5年6月に改めた）
- 1932年（昭和07年） : 新校舎竣工[3]
- 1936年（昭和11年） : 大成丸が世界一周のため東京港を出港（12月）、翌々年1938年3月末に帰港。
- 1945年（昭和20年） : 東京・神戸・清水の高等商船学校3校を統合して、高等商船学校を設立（修業年限5年6月を4年6月に改めた）
- 1945年（昭和20年） : 船舶運航に関するより高度な専門教育機関として海務学院が設置される
- 1945年（昭和20年） : 終戦に伴い海軍予備員制度廃止
- 1945年（昭和20年） : 大成丸が神戸港内で触雷・沈没、41名が死亡
- 1949年（昭和24年） : 商船大学が静岡県清水市（現在の静岡市清水区）に設置され、高等商船学校及び海務学院を包括することとなった。商船学部が置かれる[4]。1950年3月31日までは運輸省所管とされる[5]
- 1950年（昭和25年） : 文部省所管となる
- 1957年（昭和32年） : 東京へ移転、東京商船大学と改称[6]（当時の略称は「商船大」もしくは「東船大」）
- 1974年（昭和49年） : 商船専攻科を廃止し、大学院商船学研究科（修士課程）（航海学専攻、機関学専攻）を設置
- 1978年（昭和53年） : 明治丸が重要文化財に指定される
- 1980年（昭和55年） : 乗船実習科を設置
- 1990年（平成2年） : 商船学部の全学科を改組し、商船システム工学課程、流通情報工学課程及び交通電子機械工学課程を設置
- 1994年（平成6年） : 大学院商船学研究科の全専攻を改組し、商船システム工学専攻、流通情報工学専攻及び交通電子機械工学専攻を設置
- 1997年（平成9年） : 大学院商船学研究科博士課程（交通システム工学専攻、海洋情報システム工学専攻）を設置

#### 東京水産大学

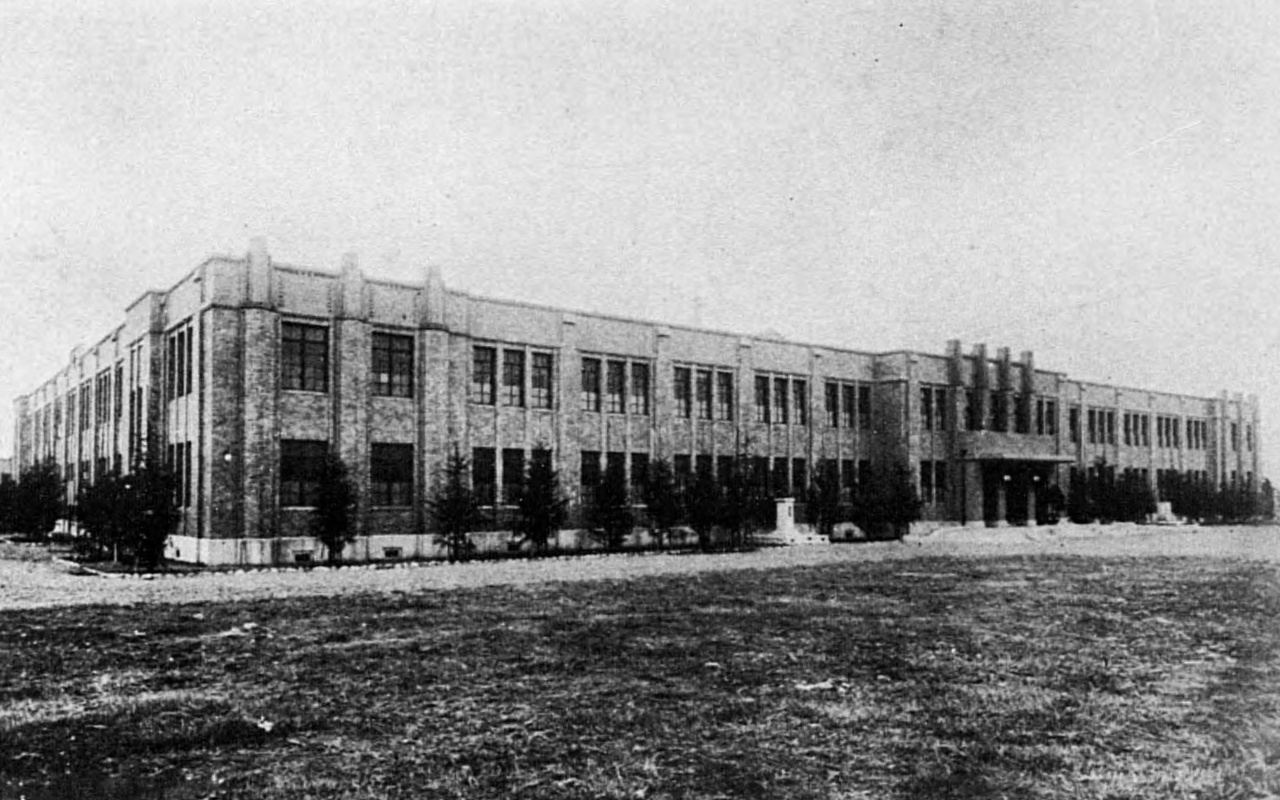
水産講習所本館（1936年）

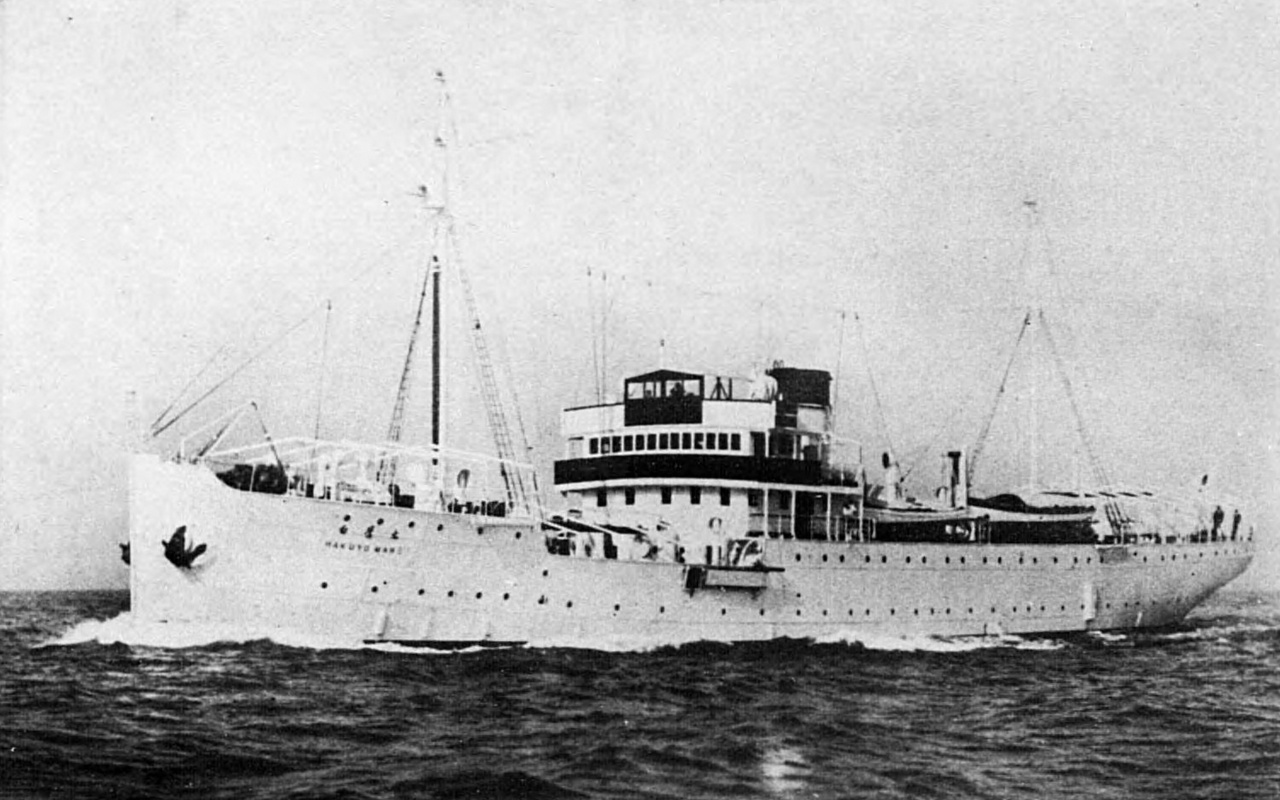
実習船白鷹丸（1936年）

- 1888年（明治21年） : 大日本水産会水産伝習所が東京に設立
- 1897年（明治30年） : 水産講習所の官制が発令され、農商務省は、水産講習所を開設
- 1899年（明治32年） : 越中島校舎完成
- 1923年（大正12年） : 関東大震災で被災
- 1924年（大正13年） : 仮校舎で授業再開
- 1933年（昭和08年） : 新校舎竣工
- 1937年（昭和12年） : 遠洋漁業科入学者に海軍予備員制度が適用される
- 1945年（昭和20年） : 終戦に伴い海軍予備員制度廃止
- 1945年（昭和20年） : 進駐軍が越中島校舎を接収
- 1947年（昭和22年） : 農林省令により、本所は第一水産講習所と改称し横須賀市久里浜へ移転、下関分所は第二水産講習所（現・国立研究開発法人水産研究・教育機構水産大学校）となる
- 1949年（昭和24年） : 国立学校設置法により、第一水産講習所を包括して東京水産大学を設置、水産学部が置かれる。1950年3月31日までは農林省所管とされる[5]
- 1950年（昭和25年） : 文部省所管となる
- 1953年（昭和28年） : 水産専攻科を設置
- 1954年（昭和29年） : 水産教育学課程を設置（後に水産教員養成課程と改称）、品川へ移転を開始
- 1957年（昭和32年） : 品川（港区港南）へ移転を完了
- 1964年（昭和39年） : 大学院水産学研究科（修士課程）を設置
- 1987年（昭和62年） : 水産学部の全学科を改組し、海洋生産学科、資源育成学科、資源管理学科、食品生産学科の4学科となる。大学院水産学研究科（博士課程）を設置
- 1996年（平成08年） : 水産学部の全学科を改組し、海洋環境学科、海洋生産学科、資源育成学科、資源管理学科、食品生産学科及び共通講座の5学科、1共通講座となる
- 2000年（平成12年） : 大学院水産学研究科を改組し、海洋環境学専攻、海洋生産学専攻、資源育成学専攻、資源管理学専攻、食品生産学専攻の5専攻となる

#### 東京海洋大学
- 2003年（平成15年） : 東京商船大学と東京水産大学を統合し、東京海洋大学を設置
- 2004年（平成16年） : 国立大学法人東京海洋大学設置
- 2012年（平成24年） : 海洋科学技術研究科を教育組織と教員組織とに分離。教員組織は海洋科学技術研究科研究院（海洋科学系及び海洋工学系からなる）、教育組織は海洋科学技術研究科教育院となった。
- 2017年（平成29年）4月 : 海洋環境学科を基にした「海洋環境学部」を品川キャンパスに設立。海洋科学部は海洋生命科学部へと名称変更。海洋生命学部（海洋生物資源学科、食品生産科学科、海洋政策文化学科）、海洋資源環境学部（海洋環境科学科、海洋資源エネルギー学科）、海洋工学部（海事システム工学科、海洋電子機械工学科、流通情報工学科）の3学部8学科となった。また、水産専攻科を海洋専攻科へと名称変更予定。

## 基礎データ

### 所在地
- 本部-品川キャンパス（東京都港区港南四丁目5番7号）
- 越中島キャンパス（東京都江東区越中島二丁目1番6号）

### 象徴
- 校歌は、高等商船学校（現東京海洋大学）OBの星野哲郎作詞、鈴木淳（早稲田大学出身）の作曲で、2005年に制定された。

## 教育および研究

### 組織

#### 学部

##### 海洋資源環境学部
2017年度に設置された。
- 海洋環境科学科
海洋は生物資源などの生産の場であるとともに、地球環境を維持するために大きな役割を担っている。海洋環境学科では、海洋における諸現象を観測・解析・予測する海洋学を基礎として、これを海洋環境の保全・修復の科学・技術へと発展させる海洋環境学を教育・研究している。本学科は、海洋生物学、水圏環境化学、環境システム科学、環境テクノロジー学の4つの専門分野で構成されている。海洋生物の生活史、生態、生物と環境の関わり、水産資源の持続的有効利用、環境と人間に調和した海洋生産システム、物質循環、人類起源の汚染物質の挙動、沿岸・沖合相互作用、大気・海洋の相互作用、気候変動などを研究している。

- 海洋資源エネルギー学科

##### 海洋生命科学部
2017年度に海洋科学部を改組して設置された。
- 海洋生物資源学科
海・河川・湖などの生物を単に知るだけでなく、その育て方、増やし方、獲り方、管理の仕方、さらには食品としての安全性をも視野に入れた水生生物の基礎と応用について総合的に理解し、科学するための学科である。遺伝子解析やゲノム科学など最先端の学問を研究している。専門分野は、生物生産学と生物資源学の2つから構成される。海洋の魚介藻類の繁殖生理、栄養代謝、抗病性のメカニズムなどに関する諸要因や、個体群の動態や集団の遺伝機構、生息環境と成長、生残、再生産、回遊、漁業生産など、資源変動と生態に係わる諸問題について教育・研究している。また、学部1年次から博士前期課程までの6年一貫で教育する養殖安全マネージメントコースを設けている。

- 食品生産科学科
古くから日本では海からの恵みは「食」の中心であり、経験に基づいた優れた加工・保存方法が伝えられてきた。近年では、これらを科学的に検証し、さらに向上させる技術や新しい技術が開発されている。社会的には、より高い信頼性と安全性が食品に求められており、科学的な根拠に基づく対処が必要となっている。本学科では、栄養やおいしさ、さらには健康に役立つ機能を引き出し、食中毒などの危険のない安全な食品を生産するための理論と技術を学ぶ。食品を科学的に評価するためには、化学的・微生物学的な視点から、食品の製造プロセスにおいては物理学的・工学的な視点からのアプローチが必要であることから、これらの幅広い知識と理解力を身に付けて、原料から製品を製造して消費されるまでの過程を総合的に把握できる人材を育成している。

- 海洋政策文化学科
海と人との共生関係が求められる中で、地球レベルでの海洋汚染や漁獲高は悪化の傾向にあり、また、それにともなって海洋利用をめぐる国際的・国内的な問題も増加している。人間の生命と文明を生み、育んでくれた海洋とのつながりを断ち切ることはできないことから、海と人との共生関係に根ざした海洋利用と管理が現在求められている。本学科は、こうした問題意識を背景として、総合的な教育・研究を行う学科である。グローバルでしかもローカルな視点に立った政策提言など、新たな海洋産業・海洋文化の発展を理論と実践の両面から追求している。国際海洋政策学、海洋利用管理学、流通・マーケティング論の3専門分野から構成される。

- 水産教員養成課程
高等学校の水産科教員を養成するための課程。入学後に海洋生命科学部の各学科に所属しつつ、水産教育に関する分野を学ぶ。卒業には高校「水産」免許取得が必須だった。
所定の単位を履修し、教育実習を経れば、高校「水産」「理科」の教員免許を取得できるが、この課程と違い、卒業時に単位が修得できない場合は教員免許は取得できない。

##### 海洋工学部
- 海事システム工学科
船舶運航技術や情報技術、海事に関する全ての技術的問題を研究する。航海士を育成してきた経緯から学内では「デッキ(=甲板の意)」とも呼ばれる。3年次から航海システムコースと情報システムコースに分かれるコース制を採用してきたが、2014年度からこれを廃止し、船舶管理、海事工学という2つの教育プログラムを設定した。2年次後期から船舶管理、または海事工学の教育プログラムを選択し、専門科目を学んでいくが、海技士資格の取得を目指す学生は、船舶管理または海事工学の教育プログラムの科目だけでなく、海技士科目を学ぶことになる。教育分野には、情報システム工学、海洋テクノロジー学、海事管理学があるとされている[7]。

- 海洋電子機械工学科
船舶機関などの大型プラントの運用・保守管理や、エネルギーシステム、海洋ロボット、電子制御機器、材料など研究開発・設計・製造の先端技術分野で活躍できる人材を育成を目指している。機関士を育成してきた経緯から学内では「エンジン」とも呼ばれる。教育分野には、動力システム工学、海洋機械工学、海洋サイバネティクスがあるとされている[8]。
  - コース[注 1]：制御システム工学コース、機関システム工学コース

- 流通情報工学科
ロジスティクスの仕組みを、工学系（流通工学）、社会科学系（流通経営学）、情報系（数理情報）の3つのカリキュラムを融合させ学ぶ。東日本では唯一工学的視点からロジスティクスを教育、研究する学科。1978年（昭和53年）航海学科から分離した運送工学科が前身である。学内では「流通」とも呼ばれる。他の2学科とは異なり、船舶職員養成のカリキュラムは設定されていない。教育分野には、流通工学、数理情報、流通経営学があるとされている[8]

#### 大学院
- 海洋科学技術研究科
  - 博士前期課程
    - 海洋生命科学専攻
      - 専攻分野[注 2]：水圏生物科学、生物資源学、海洋生物工学
      - コース[9]：広域履修コース[注 3]、HACCP管理者コース、食品流通ロジスティクス実務家養成コース、国際海洋科学技術実践専門コース[注 4]、海洋環境・エネルギー専門職育成国際コース[注 5]

    - 食機能保全科学専攻
      - 専攻分野[10]：食品保全機能学、食品品質設計学
      - コース[9]：広域履修コース、HACCP管理者コース、食品流通ロジスティクス実務家養成コース、国際海洋科学技術実践専門コース、海洋環境・エネルギー専門職育成国際コース

    - 海洋環境保全学専攻
      - 専攻分野[10]：海洋生物学、水圏環境化学、環境システム科学、環境システム工学、国際環境文化学
      - コース[9]：HACCP管理者コース、食品流通ロジスティクス実務家養成コース、国際海洋科学技術実践専門コース、海洋環境・エネルギー専門職育成国際コース
      - プログラム[9]：高度海上安全技術者専門プログラム

    - 海洋管理政策学専攻
      - 専攻分野[10]：海洋政策学、海洋利用管理学
      - コース[9]：HACCP管理者コース、食品流通ロジスティクス実務家養成コース、国際海洋科学技術実践専門コース、海洋環境・エネルギー専門職育成国際コース

    - 海洋システム工学専攻
      - 専攻分野[注 6]：環境テクノロジー学、動力システム工学、海洋機械工学、海洋サイバネテックス、海洋探査・利用工学[注 7]
      - コース[9]：HACCP管理者コース、食品流通ロジスティクス実務家養成コース、国際海洋科学技術実践専門コース、海洋環境・エネルギー専門職育成国際コース
      - プログラム[9]：高度海上安全技術者専門プログラム

    - 海運ロジスティクス専攻
      - 専攻分野[11]：情報システム工学、海洋テクノロジー、衛星航法工学、流通システム工学、流通経営学、海上安全テクノロジー[注 8]
      - コース[9]：HACCP管理者コース、食品流通ロジスティクス実務家養成コース、国際海洋科学技術実践専門コース、海洋環境・エネルギー専門職育成国際コース
      - プログラム[9]：高度海上安全技術者専門プログラム

    - 食品流通安全管理専攻
      - 専攻分野[注 9]：食品流通安全管理学
      - コース[9]：広域履修コース、HACCP管理者コース、食品流通ロジスティクス実務家養成コース、国際海洋科学技術実践専門コース、海洋環境・エネルギー専門職育成国際コース

  - 博士後期課程
    - 応用生命科学専攻
      -         - 専攻分野[注 10]：応用生物科学、食品機能利用学、応用生物工学

      - コース[12]：広域履修コース、食品サプライチェーン安全管理コース、国際海洋科学技術実践専門コース

    - 応用環境システム学専攻
      - 専攻分野[注 11]：海洋環境学、環境保全システム学、海洋利用システム学、海上安全テクノロジー[注 12]、ロジスティクス、海洋機械システム学、産業政策文化学、海洋探査・利用工学[注 13]
      - コース[12]：食品サプライチェーン安全管理コース、国際海洋科学技術実践専門コース

#### 専攻科
- 海洋科学専攻科（旧水産専攻科）
- 乗船実習科
  - 航海課程
  - 機関課程

#### 学術研究院（教員組織）
- 海洋生物資源学部門
- 食品生産科学部門
- 海洋政策文化学部門
- 海事システム工学部門
- 海洋電子機械工学部門
- 流通情報工学部門
- 海洋環境科学部門
- 海洋資源エネルギー学部門

#### 附属機関
- 学内共同利用施設
  - 保健管理センター
  - 産学・地域連携推進機構
  - 水圏科学フィールド教育研究センター
  - 情報処理センター
  - 先端科学技術研究センター
  - 船舶運航センター
  - 海洋観測支援センター
  - 共同利用機器センター
  - 明治丸海事ミュージアム機構
明治丸、百周年記念資料館
- 図書館
  - 附属図書館
    - 越中島分館
- 海洋科学部附属施設
  - 練習船等
海鷹丸、神鷹丸、青鷹丸、ひよどり
  - マリンサイエンスミュージアム（旧・水産資料館）
  - 放射性同位元素利用施設
  - 水族環境調節施設
  - 電子顕微鏡室
  - ガスクロマトグラフ－マススペクトロメータ室
  - 廃水処理施設
- 海洋工学部附属施設
  - 練習船等
汐路丸、やよい
  - 運航性能実験水槽室
  - 船舶実験実習センター

### 教育
- 「魅力ある大学院教育」イニシアティブ
  - 海洋観測・生物資源調査の実践教育強化（2006年採択）

## 学生生活

### 大学祭
大学祭は、越中島キャンパスと品川キャンパスで分かれて行われる。
- 「海王祭」
越中島キャンパスで毎年6月の第一土曜・日曜日に開催される。
前日には宣伝のため越中島周辺の運河でカッターパレードを行う。
当日は、模擬店や研究室（海事、船舶、機械、物流など）の公開が行われている。また、大学の船である「やよい」の試乗会（東京湾クルージング）は人気で毎年整理券の入手の列ができるほど好評である。

- 「海鷹祭」
品川キャンパスで毎年11月の3日間を利用して開催される。
マグロの解体ショーは見所である。
水産業界で活躍するOBから寄付される各地の魚介類の激安即売会もあり、近隣住民にとっても見逃せないイベントになっている。

### スポーツ
- 野球部は東京新大学野球連盟に所属している。統合前より、水産大・商船大ともこの連盟に所属していた。
東京水産大学が1965年に一部リーグ初優勝、東京商船大学が1969年に一部リーグ初優勝し両校とも大学選手権大会に出場している。
- 弓道部は東京都学生弓道連盟に所属。2009年現在、男子：Ⅳ部、女子：Ⅲ部。創部61年の歴史を持つ。
- ラグビー部は地区対抗関東1区1部リーグ[13]に存在し、全国地区対抗大学ラグビーフットボール大会を目指している。2016年、2017年関東一区大会はそれぞれ決勝進出するも、ともに東京学芸大学に敗れた。普段は越中島キャンパスで練習している。
- 男子バレーボール部は商船大学創立時より続いている。2025年現在、関東バレーボール連盟第八部リーグに所属している。部室もかつて存在したがいつの間にか無くなってしまった
- カッター部は品川、越中島でそれぞれ全日本カッター連盟に加盟し、それぞれ第1回より参加している（ちなみに第一回は水産大が優勝、商船大が準優勝である）。近年では品川は第59回全日本カッター競技大会で準優勝・第54回東日本カッター競技大会で優勝、越中島は第56回東日本カッター競技大会で準優勝、第57回東日本カッター競技大会で優勝を果たしている。また、越中島には女子部も存在し、第61回全日本カッター競技大会で3位、第33回・34回横浜港カッターレースで優勝している[14]。
- サッカー部は統合後もそれぞれで東京都大学サッカー連盟に加盟していたが、2014年に統合した。

現在は東京都4部に所属している。ちなみに水産大時代に3部に昇格したことがあるが1年で降格した。

## 大学関係者と組織

### 大学関係者組織
商船大系の「海洋会」と水産大系の「楽水会」がある。
海洋会
1897年（明治30年）に商船学校交友会として発足。神戸高等商船学校の設立を機に両校卒業生によって社団法人が立ち上げられ、以後東京商船大学、神戸商船大学、海技大学校本科の卒業生を会員とする組織として、現在に至る。会員数は約12,900名。
楽水会
水産伝習所第1回生によって結成され、1921年（大正10年）に社団法人化した。

## 施設

### キャンパス

#### 品川キャンパス

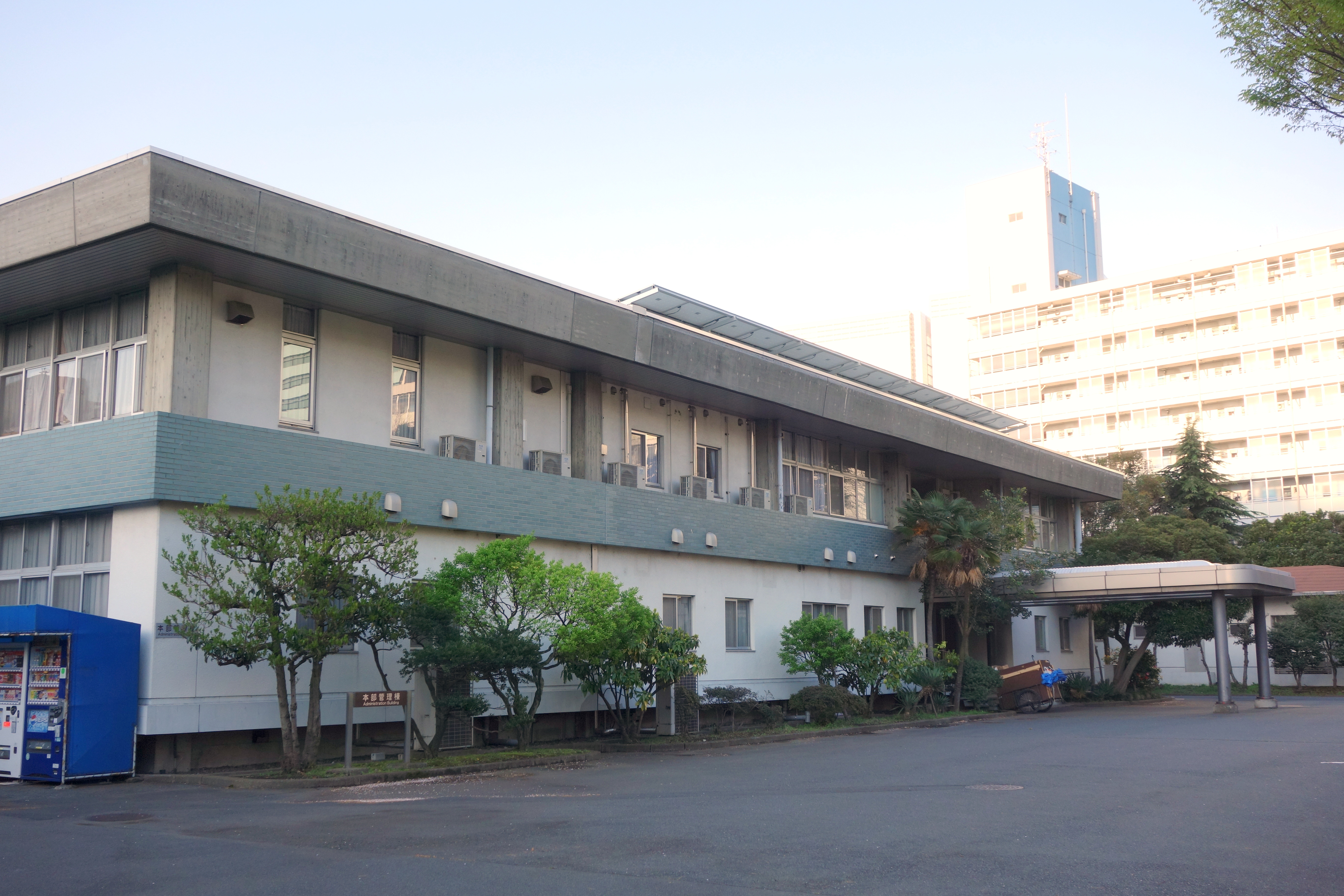
品川キャンパス

- 使用学部：海洋生命科学部、海洋資源環境学部
- 使用研究科：海洋科学技術研究科
- 使用付属施設：中部講堂・附属図書館・水圏科学フィールド教育研究センター・朋鷹寮（学生寮）など
- 交通アクセス：品川駅・天王洲アイル駅から徒歩15分

埋立地のこの地は戦前は海軍経理学校の戦争末期の疎開キャンパスであったが、戦後米軍に接収された。越中島キャンパスが米軍に接収され久里浜に移転していた東京水産大学（水産講習所）は旧越中島キャンパスは狭いため別の代替地を東京に探していた。1954年東京水産大学は現在の品川キャンパスの一部を入手し1・2年は久里浜キャンパスを、3・4年は品川キャンパスを使用することになった。1957年にさらに米軍接収から解除された敷地を得て1・2年も東京に呼び戻すことになった。そのような歴史のため、昭和初期の建物が多く残る海洋工学部の越中島キャンパスとは雰囲気が異なり、校舎などは比較的新しいものが多い。
キャンパス内には講堂（中部講堂）、大学会館、附属図書館（蔵書数約18万冊）、｢雲鷹丸｣、鯨ギャラリー（鯨の骨格展示）などがある。また、併設されている水産資料館には、船舶の模型やホルマリン漬けの魚が展示してある。都心の大学では珍しくグラウンド・テニスコート・体育館・プールがあり、学部1年の体育実技は週1回キャンパス内で行われる。もっともプールは7月の｢臨海実習｣の前に1回、タイム測定が行われるだけで、あとは水泳部、潜水部、水産生物研究会らが使う。
なお、朋鷹寮・8号館・9号館は京急本線・北品川駅で降りて裏門から入る方が早く、こちらを利用する者もいる。

#### 越中島キャンパス
- 使用学部：海洋工学部
- 使用研究科：海洋科学技術研究科
- 使用付属施設：百周年記念資料館・海王寮（学生寮）など
- 交通アクセス：越中島駅から徒歩1分、門前仲町駅、月島駅から徒歩10分

戦前は東京高等商船学校と水産講習所（1902年に港区芝より越中島の商船学校隣に移転）の敷地であったが、戦後米軍に接収されたため、東京高等商船学校は静岡市清水区にある現国立清水海上技術短期大学校や東海大学海洋学部の所在地に移転し、水産講習所は横須賀市久里浜の現久里浜駐屯地所在地に移転した。越中島キャンパスは連合軍の接収解除後に警察予備隊（保安庁）が引き続き使用し、1956年に東京商船大学に返還され、３・４年と本部が東京に復帰した。1960年に旧水産講習所部分も東京商船大学に所管換えとなり１・２年も東京に復帰した。
隅田川の河口沿いに位置し、約10万平方メートルの敷地には教室・教育研究室をはじめ、海事、船舶に関する資料、展示物を展示する百周年記念資料館、海の日の由来ともなった明治天皇の東北・北海道地方巡幸に利用された日本最古の鉄船明治丸（重要文化財）、船舶運航性能実験水槽、プラネタリウム（日本で2番目に古い）、艇庫、保健管理センター、ポンド（船着場）などがある。また、物流センター等での作業シミュレーションを行うシミュレーターや世界最大級の操船シミュレーターがあり、CGの影像による模擬乗船実習などに活用している。
さらには、1930年（昭和5年）に建てられた1号館（登録有形文化財）をはじめとする歴史的な古い特徴ある建物がいくつもあり、数多くのテレビドラマや映画のロケ地として使われ、2005年度は19回のロケが行われている。

### 練習船
- 海洋科学部所属

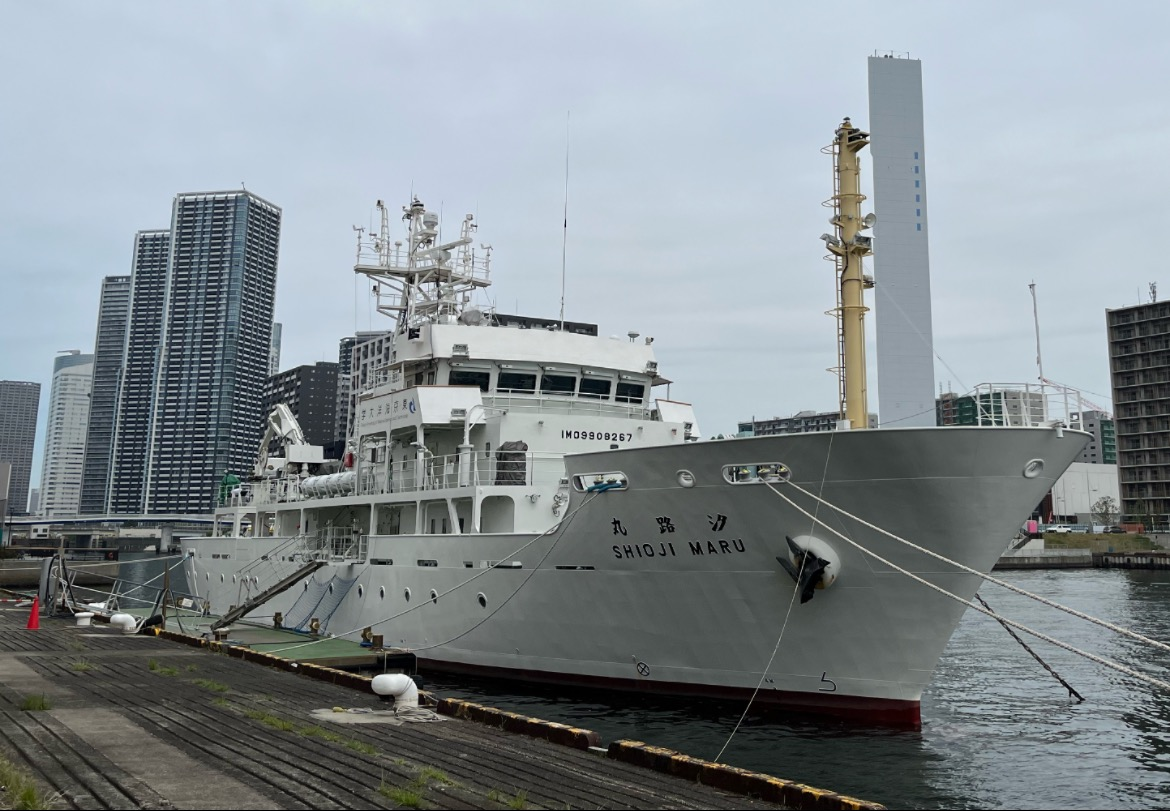
汐路丸（豊海水産埠頭にて）

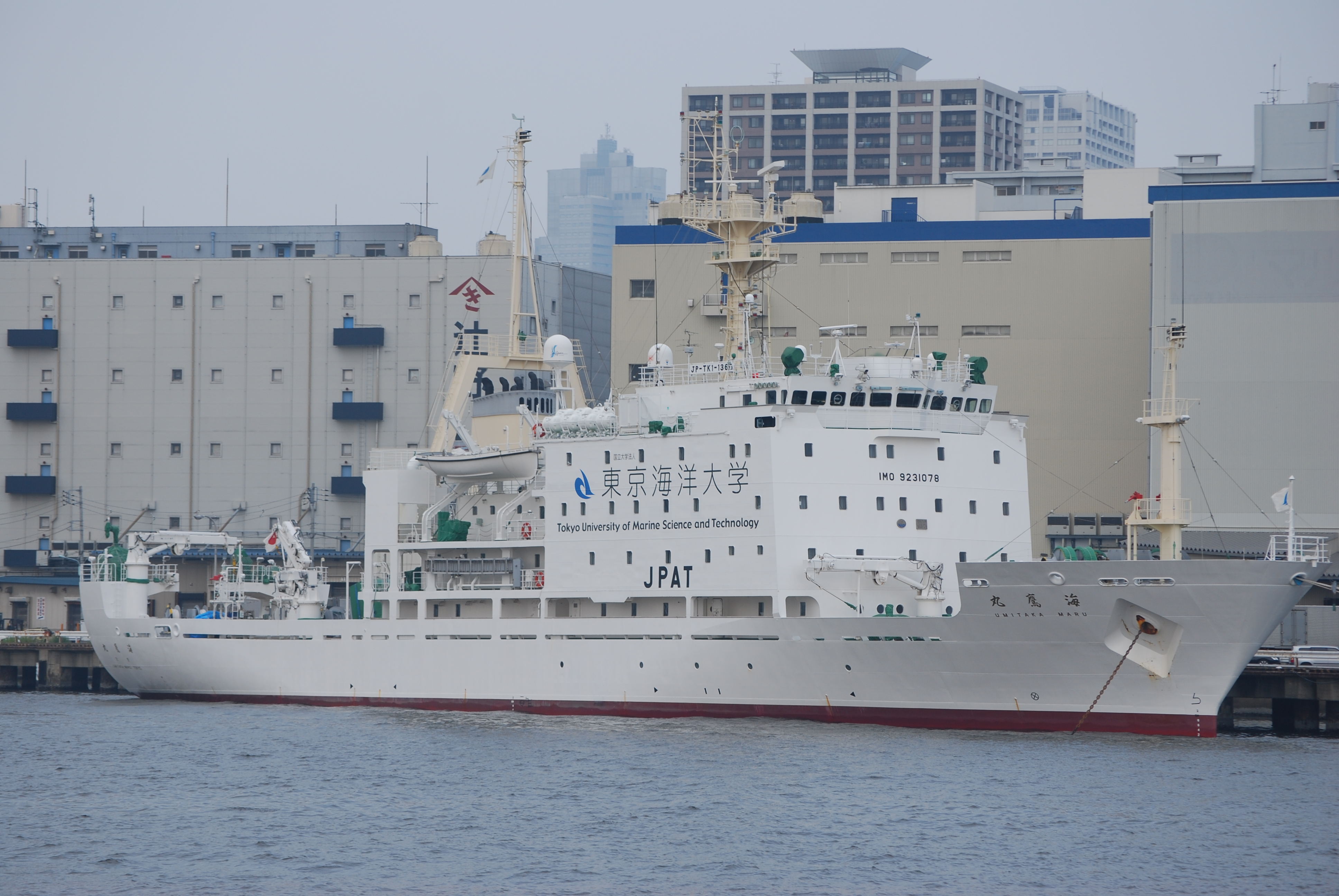
海鷹丸（晴海埠頭にて）

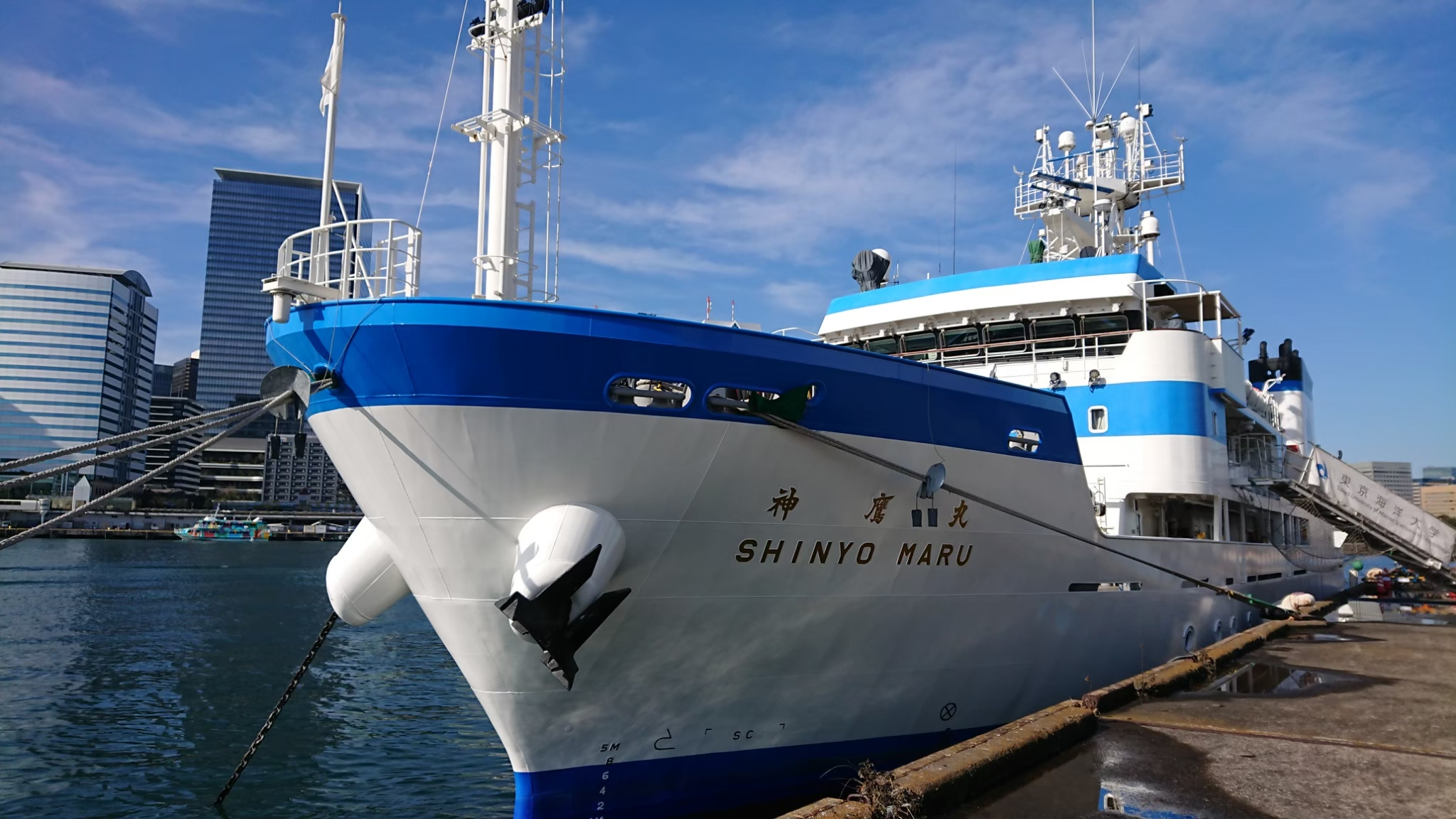
神鷹丸（豊海水産埠頭にて）

  - 海鷹丸 - 総トン数1,886t、全長93m、航海速力17．4ノット
  - 神鷹丸 - 総トン数649t、全長60m、航海速力13ノット
  - 青鷹丸 - 総トン数170t、全長35.5m、航海速力11.5ノット
  - ひよどり - 総トン数19t、全長16.55m、航海速力10.5ノット
- 海洋工学部所属
  - 汐路丸 - 総トン数425t、全長49.9m、航海速力14.1ノット
  - やよい - 総トン数19t、全長17.8m、航海速力23ノット

海洋工学部の学部生・乗船実習科生の一ヶ月以上の乗船実習は国土交通省所管の独立行政法人航海訓練所の練習船で行われる。

### 寮
- 朋鷹寮（ほうようりょう） - 品川キャンパス
部屋は個室である。通学時間・保護者の収入による選考が行われる。
- 海王寮（かいおうりょう） - 越中島キャンパス
部屋は入口が共通、内部を壁で区切った準個室(2人部屋)である。朋鷹寮と同様、通学時間・保護者の収入による選考が行われる。
かつては壁の無い4人相部屋で、各学年の学生が1人ずつ割り振られていた。また男子は通学可能な者でも全員入寮であった。

建前としては両学部生とも両方の寮に入寮希望を出し（第1志望は朋鷹寮・第2希望は海王寮として出すのも可能である）、海王寮から品川キャンパスに通うことも可能である。実際には東京駅で京葉線から京浜東北線への乗換に20分かかり、かなり大変である（京葉地下丸の内口または京葉地下八重洲口から東京国際フォーラムを通り、有楽町駅京橋口に抜けるルートもある。定期券でなくても利用可能）。朋鷹寮は入寮希望者が多い（「家賃」に当たる「寄宿料」が4,700円のため、水光熱費は別途必要）が、海洋工学部の学生も少数ではあるが入寮している（これに対し、海王寮は「寄宿料」が700円だが、相部屋以外の入寮が認められていない）。ちなみに商船大時代の寮歌「嗚呼月明は淡くして」と応援歌「錨を上げてーアメリカ海軍軍歌の替え歌」（相撲の対抗戦等で使用）は他大学生が口ずさむほど大正時代は有名であった。海王寮は今も寮歌指導・カッター訓練等伝統を受け継いでいる（応援歌などはいつしか忘れられ、なくなっている）。

## 対外関係

### 他大学との協定
- 大学院は、東京農工大学大学院と単位互換制度を実施している。
- 大学では、教育研究に関する協力協定を早稲田大学創造理工学部と結んでいる。
- 2007年11月15日　江東区 - 芝浦工業大学との包括連携協力協定を結ぶ。
- 放送大学学園と単位互換協定を結んでおり、放送大学で取得した単位を卒業に要する単位として認定することができる[16]。

### 海外協定大学
- 上海海洋大学[17]

### 関連大学
- 水産大学校 - 本大学のかつての分校。

## 文化財
重要文化財
- 明治丸

登録有形文化財
- 東京商船大学1号館[18]
- 東京商船大学2号館[19]
- 東京商船大学旧天体観測所（第一観測所）[20]
- 東京商船大学旧天体観測所（第二観測所）[21]
- 東京商船大学事務局管理棟[22]
- 雲鷹丸